# Ciudad de ciegos
Ciudad de ciegos es una película mexicana de 1991 dirigida por Alberto Cortés y dividida en varios segmentos diferentes. Las historias también están escritas por guionistas diferentes.

## Sinopsis
Diez historias se mezclan en la Ciudad de México con el tema común de la ruptura. Todo a lo largo de 30 años y dentro de un departamento en la Colonia Condesa.
Actúan entre otros actores: Silvia Mariscal, Blanca Guerra, Elpidia Carrillo, Andrea Ferrari, Arcelia Ramírez, Verónica Merchant, Rita Guerrero, Saúl Hernández, Fernando Balzaretti, Juan Ibarra, Luis Felipe Tovar, Enrique Rocha y Carmen Salinas.

## Premios
- Ganadora del premio Ariel por mejor tema musical (Ciudad de ciegos de José Elorza, interpretada por Santa Sabina con Saúl Hernández y Sax), y nominada para dos más (Fernando Ramírez por mejor escenografía y mejor ambientación Homero Espinoza).

## Datos adicionales
- Sonido: Sergio Zenteno.